# Jessé Freire Filho
Jessé Pinto Freire Filho (Rio de Janeiro, 3 de agosto de 1959 – Rio de Janeiro, 12 de novembro de 1988) foi um advogado, empresário e político brasileiro que exerceu dois mandatos de deputado federal pelo Rio Grande do Norte.

## Dados biográficos
Filho de Jessé Pinto Freire e Ivanise Câmara Freire. Administrador graduado pela Universidade Federal do Rio Grande do Norte e advogado com Bacharelado em Direito pela Universidade de Brasília. Em sua atividade como empresário dirigiu os negócios da família desde uma empresa agropecuária a distribuidoras de automóveis e só estreou na política dois anos após a morte do pai sendo o seu sucessor político. Filiado ao PDS foi eleito deputado federal em 1982 e reeleito pelo PFL em 1986. Faleceu vítima de cancer na capital fluminense. Após sua morte foi sucedido na Câmara dos Deputados em 1990 por seu irmão Fernando Freire, eleito vice-governador do Rio Grande do Norte na chapa de Garibaldi Alves Filho (PMDB) em 1994 e 1998, foi efetivado em 2002 quando o titular renunciou para concorrer ao Senado Federal.

## Fonte de pesquisa
Datas. Disponível em Veja, ed. 1055 de 23 de novembro de 1988.